# Monti Saiani Orientali

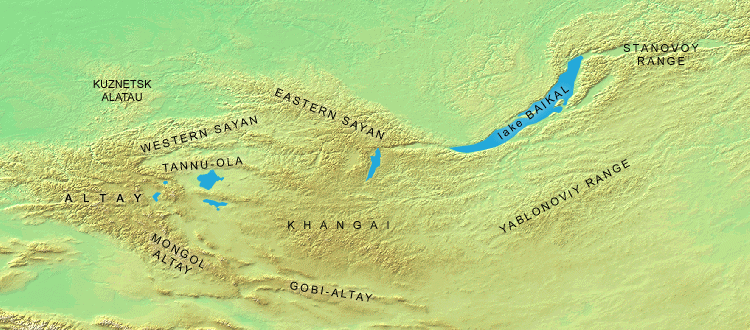
Carta della regione (in inglese)

I monti Saiani Orientali (in russo: Восточный Саян, Vostočnyj Sajan) sono un sistema montuoso della Siberia meridionale e si trovano all'interno del Territorio di Krasnojarsk, della Buriazia, dell'Oblast' di Irkutsk e di Tuva. Assieme ai Saiani Occidentali sono una delle due catene in cui si suddividono i monti Saiani.

## Geografia
Il sistema montuoso dei Saiani Orientali si estende da nord-ovest a sud-est (per oltre 1 000 km) dalla riva destra dello Enisej al lago Bajkal. Nelle parti centrali e sud-orientali ci sono massicci di alta montagna caratterizzati da morfologie alpine come i Bol'šoj Sajan (Grande Saian), i Tunkinskie Gol'cy, i Kitojskie Gol'cy e il Munku-Sardyk, che è la cima più alta dei Saiani Orientali (3 491 m). Sui monti ci sono circa 100 ghiacciai per una superficie totale di circa 30 km².
Nell'estremo nord-ovest del Saiani Orientali, sulla riva destra dello Enisej, accanto a Krasnoyarsk, si trova il parco nazionale «Krasnojarskie Stolby» (Национальный парк «Красноярские Столбы»). Nell'estremo sud-est si trova il Parco nazionale della Tunka nel territorio del Tunkinskij rajon della Buriazia.
I fiumi della regione appartengono al bacino dello Enisej. Tra i principali fiumi della regione vi sono i fiumi Kan, Mana, Sisim, Syda, Tuba, Uda, Ija, Oka, Kitoj e Irkut.

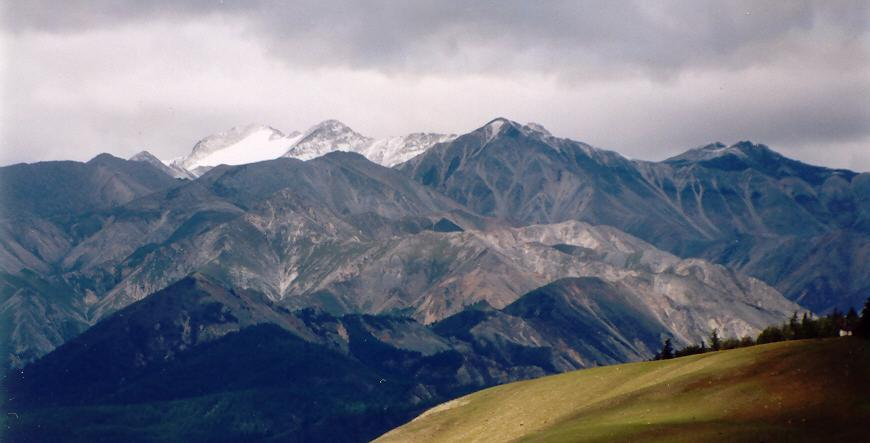
I Saiani Orientali con la vetta del Munku-Sardyk sullo sfondo

### Geologia
Il Saiani Orientali sono composti principalmente da gneiss, carbonato micaceo e scisti cristallini, marmi, quarzite, anfiboliti. Tra i minerali più importanti ci sono oro, grafite, bauxite, amianto, fosforite.